# Citroenknijper

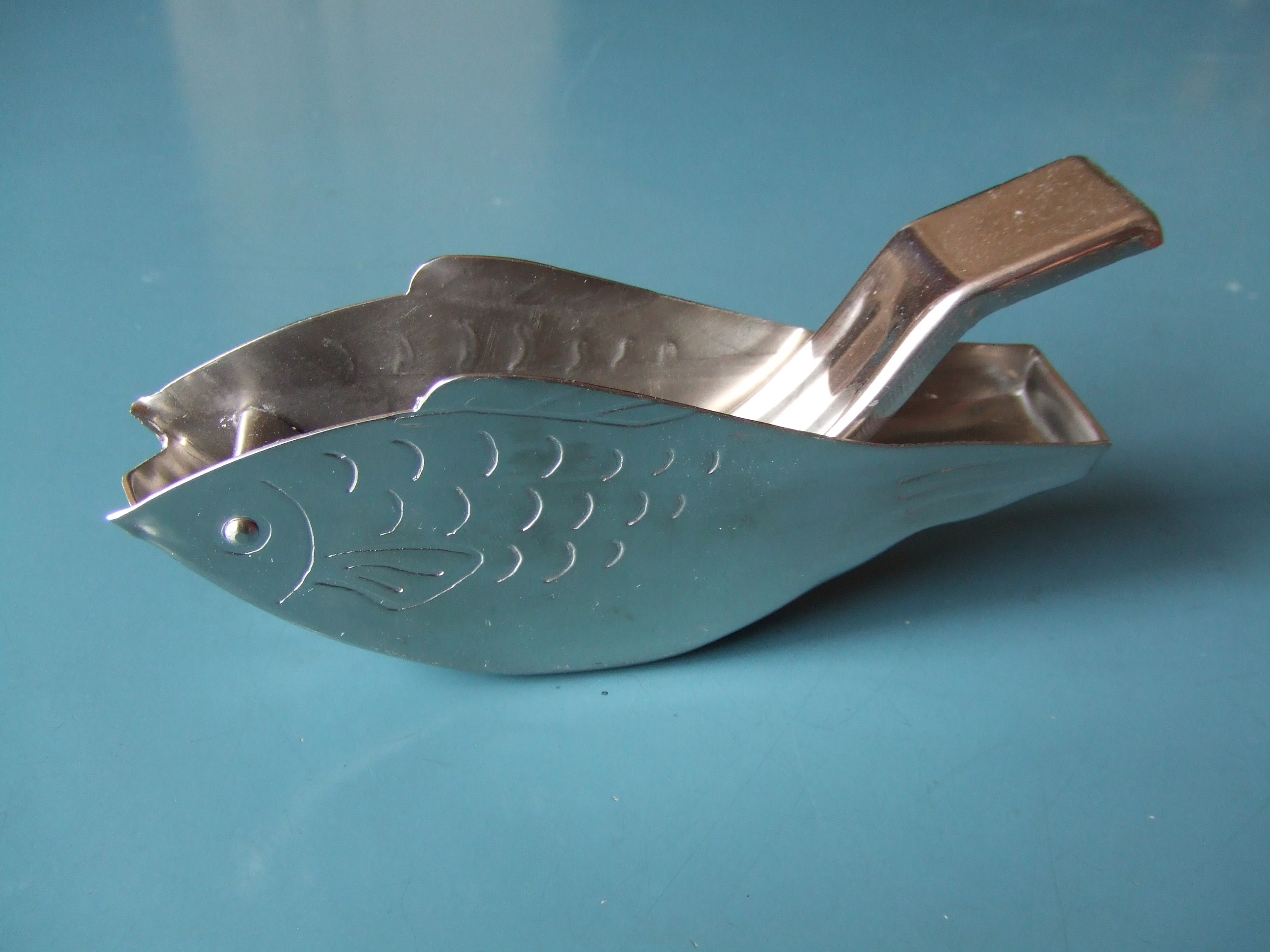

Een citroenknijper is een apparaatje waarmee een schijfje citroen, dat nog in de schil zit, aan tafel kan worden uitgeknepen om een gerecht te garneren. Het wordt gebruikt bij het toevoegen van enkele druppels citroen aan thee, maar ook aan tafel, als citroen over bijvoorbeeld visgerechten wordt gedruppeld.
Meestal zijn ze van metaal gemaakt en zitten er kleine gaatjes in om het citroensap op het gerecht te sprenkelen.